# 特雷沃赖
特雷沃赖（法語：Tréveray，法語發音：[tʁev(ə)ʁɛ]）是法国默兹省的一个市镇，属于科梅尔西区。

## 地理
特雷沃赖（48°36'36"N, 5°23'52"E）面积17.18 平方千米，位于法国大東部大區默兹省，该省份为法国西北部内陆省份，北与比利时接壤，西接马恩省和阿登省，南至上马恩省和孚日省，东临默尔特-摩泽尔省。
与特雷沃赖接壤的市镇（或旧市镇、城区）包括：奥尔日河畔比安库尔、埃维利耶、巴尔布尔河畔马尔松、奈欧福日、奥尔南河畔圣阿芒、圣茹瓦尔。

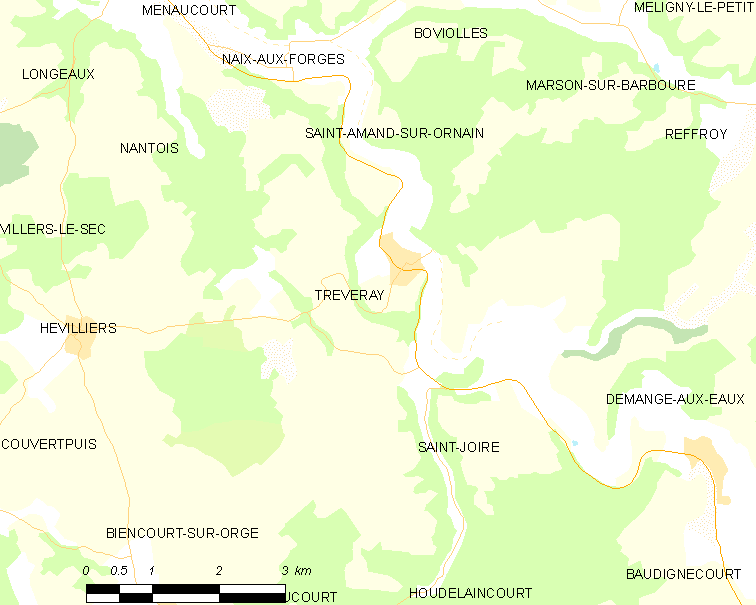
特雷沃赖的OSM定位图

特雷沃赖的时区为UTC+01:00、UTC+02:00（夏令时）。

## 行政
特雷沃赖的邮政编码为55130，INSEE市镇编码为55516。

## 政治
特雷沃赖所属的省级选区为利尼昂巴鲁瓦县。

## 人口

1962-2008年间特雷沃赖人口变化图示

特雷沃赖于2022年1月1日时的人口数量为550人。